# Münte
Münte ist eine Ortschaft in der Gemeinde Wipperfürth im Oberbergischen Kreis im Regierungsbezirk Köln in Nordrhein-Westfalen (Deutschland).

## Lage und Beschreibung
Der Ort liegt im Süden der Stadt Wipperfürth. Am westlichen Ortsrand entspringt der in den Weinbach mündende Münter Siefen. Nachbarorte sind Weinbach, Lindenstumpf, Herzhof, und Seidenfaden.
Politisch wird Münte durch den Direktkandidaten des Wahlbezirks 6 (060) Leie im Rat der Stadt Wipperfürth vertreten.

## Geschichte
1445 wird der Ort erstmals unter der Bezeichnung „zo der Munte“ in einem Erbenregister der Wipperfürther Kirche genannt. Die Karte Topographia Ducatus Montani aus dem Jahre 1715 zeigt vier Höfe und bezeichnet diese mit „Münten“. Die Topographische Aufnahme der Rheinlande von 1825 zeigt auf umgrenztem Hofraum unter dem Namen „Munte“ vier getrennt voneinander liegende Grundrisse. In der Preußischen Uraufnahme von 1840 bis 1844 verwendet man die Schreibweise „Mönte“. Ab der topografischen Karte von 1894 bis 1896 wird der heute gebräuchliche Ortsname Münte verwendet.
Aus den Jahren 1745 und 1864 stammen zwei im Ortsbereich von Münte stehende Wegekreuze, die beide unter Denkmalschutz stehen.

## Busverbindungen
Über die Haltestelle Unterweinbach der Linien 426 und 429 (VRS/OVAG) ist Münte an den öffentlichen Personennahverkehr angebunden.

## Wanderwege
Ein vom SGV mit dem Wegzeichen „weißes Gleichheitszeichen auf schwarzem Viereck“ markierter Zugangswanderweg zum Wipperfürther Rundweg führt durch den Ort.

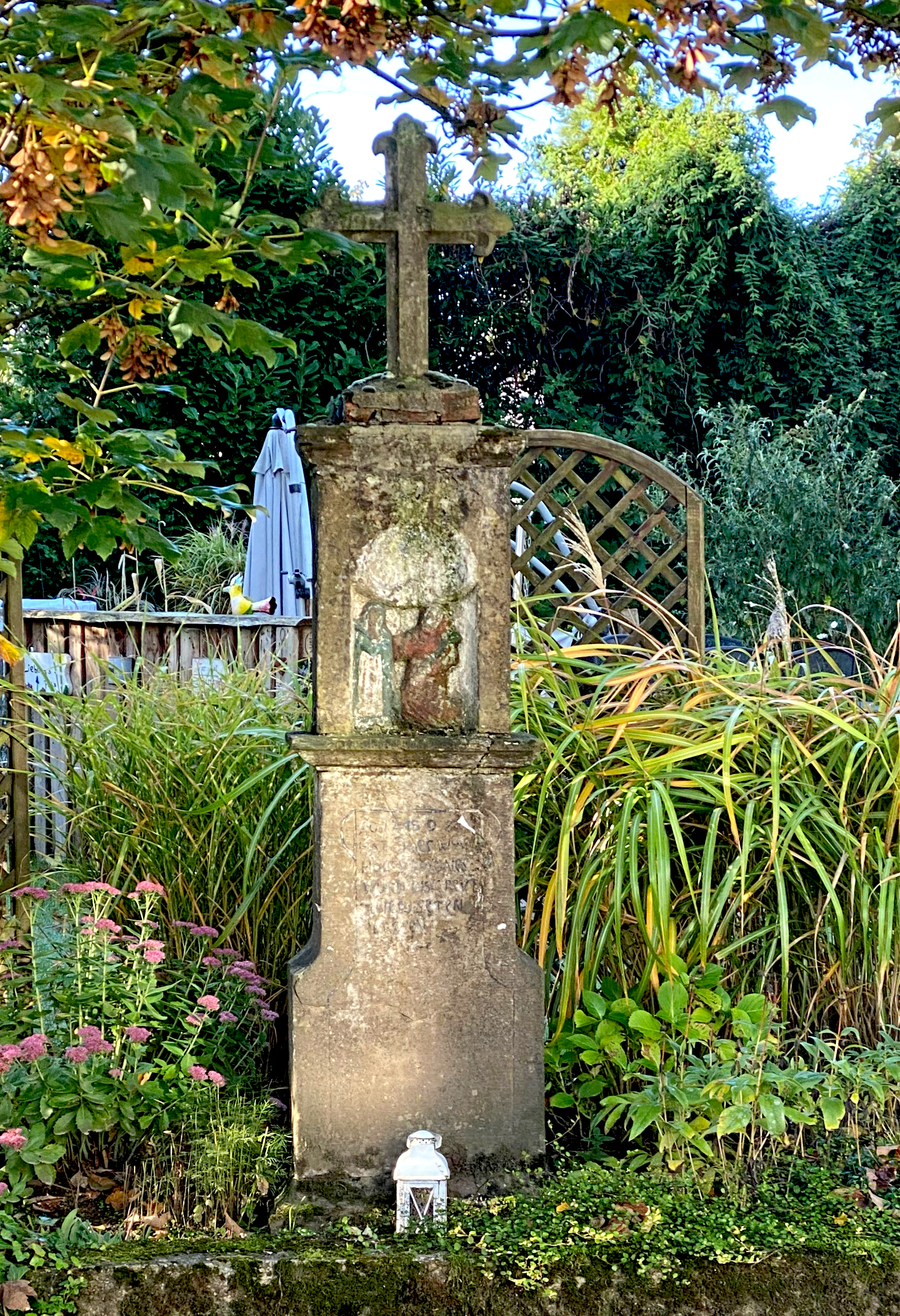
Wegekreuz in Münte
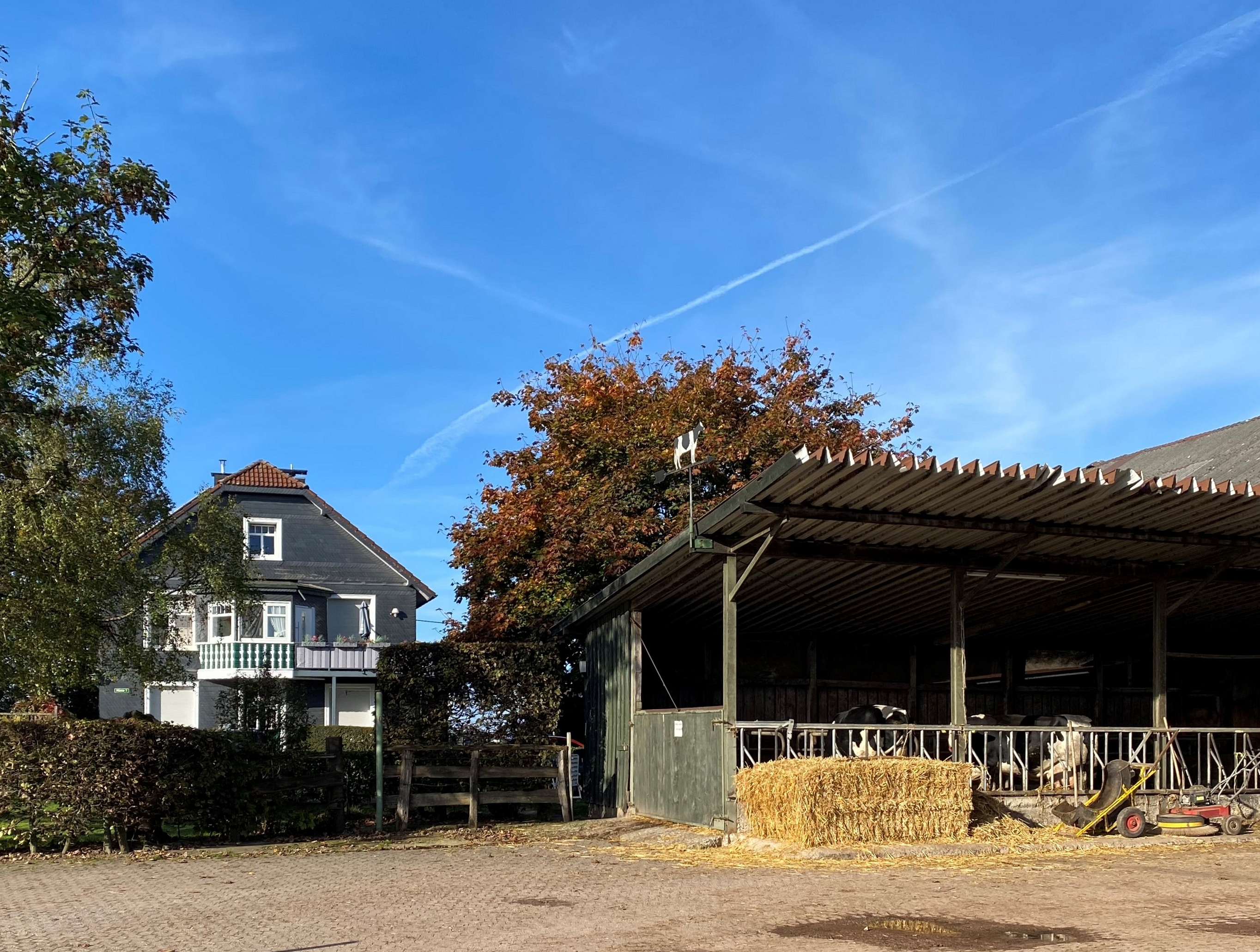
Hof Münte 1
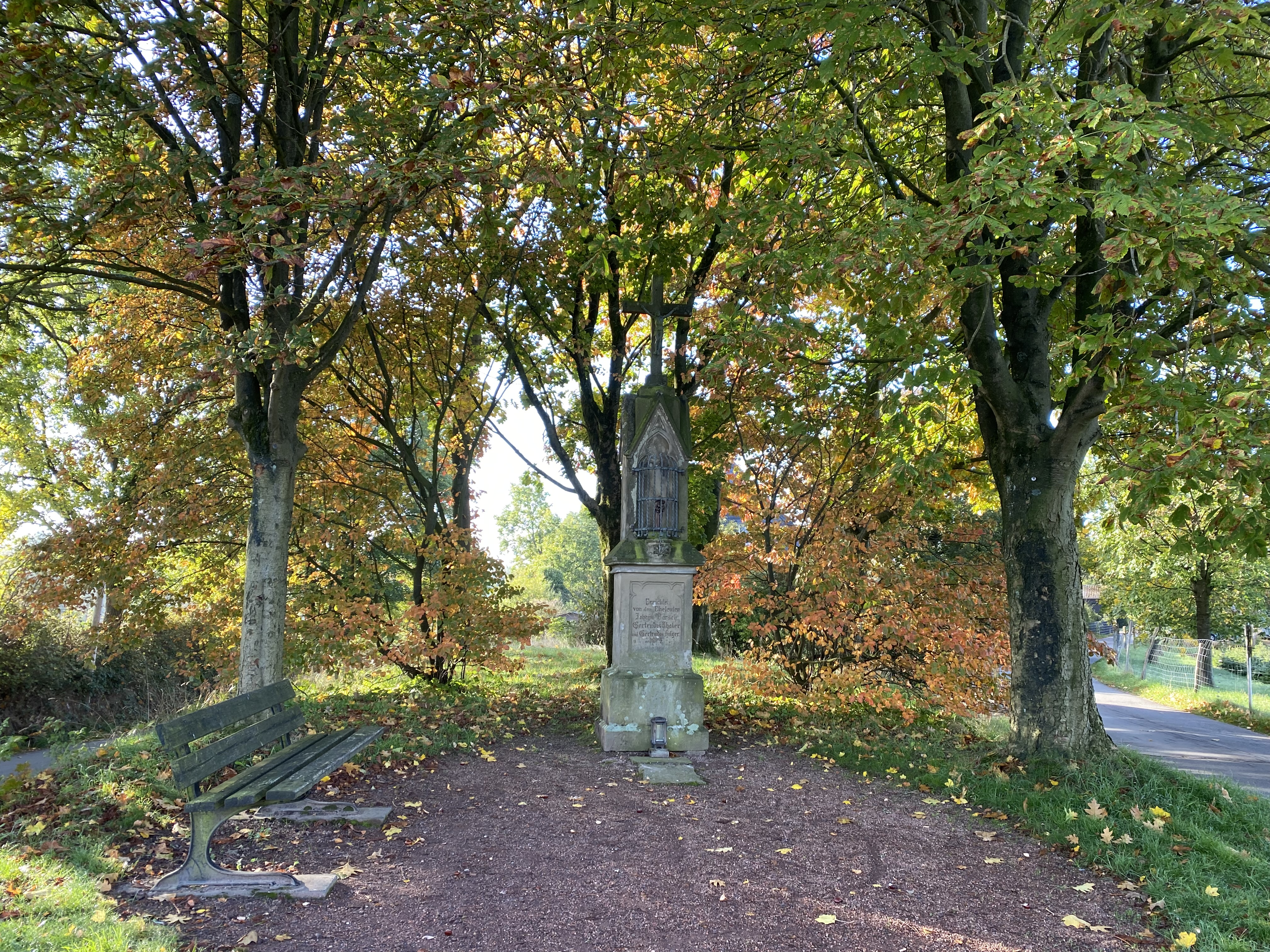
Münter Kreuz (1864) an der nördl. Ortseinfahrt